# عزت‌الدوله
ملک‌نسا خانم معروف به ملک‌زاده خانم و ملقب به عزت‌الدوله (شاهدخت قاجار) دختر محمدشاه و ملک‌جهان خانم، همسر دوم امیرکبیر و خواهر ناصرالدین‌شاه بود.
به ابتکار ناصرالدین‌شاه، عزت‌الدوله با امیرکبیر ازدواج کرد که البته ملک‌جهان خانم با این ازدواج مخالف بود.

## ازدواج با امیرکبیر
عزت‌الدوله با وجود ناخرسندی مادرش، در روز جمعه ۲۷ بهمن ۱۲۲۷ برابر با ۲۲ ربیع‌الاول از سال ۱۲۶۵ قمری با امیرکبیر ازدواج کرد. امیرکبیر خودش برای ازدواج با عزت‌الدوله پیشگام نشد، بلکه آن دو به ابتکار ناصرالدین‌شاه با وجود مخالفت‌های ملک‌جهان خانم، به همسری همدیگر درآمدند. این موضوع را امیرکبیر در نامه‌ای گلایه‌آمیز که در واپسین روزهای صدارت‌اش به ناصرالدین‌شاه نوشت، مورد اشاره قرار داد. موضوعِ نامه، فرستادن خواجهٔ مخصوص ملک‌جهان خانم به خانهٔ امیرکبیر است. امیرکبیر این خواجه را جاسوس می‌دانست و در نامه‌اش به ناصرالدین‌شاه می‌نویسد: «در بابِ خواجه که مقرر فرمودند، این غلام واسطهٔ حاجی مبارک نبودم. معلوم است اختیار کل نوکر، از خود این غلام گرفته تا به هر کس باشد، با قبلهٔ عالم است. هر که را بخواهند بیرون نمایند یا نگاه دارند، اختیار امر با سرکار همایون است. در بابِ آقا جوهر، فدوی از اوّل برخود قبلهٔ عالم روحنا فداه معلوم است که نمی‌خواستم در این شهر صاحب خانه و عیال شوم. بعد به حکم همایون و برای پیشرفت خدمت شما، به این عمل اقدام کردم…»
با این وجود، مضمون برخی نامه‌های خصوصی رد و بدل شده میان امیرکبیر و ناصرالدین‌شاه و همچنین وفاداری عزت‌الدوله به امیرکبیر پس از برکناری‌اش، به خوبی آشکار می‌کند که علاقه و صمیمیتی خاص میان آن‌ها برقرار شده بود.
آن‌ها صاحب دو دختر به نام‌های تاج‌الملوک و همدم‌الملوک شدند که به ترتیب با پسردایی‌های خود مظفرالدین میرزا (در آینده مظفرالدین‌شاه) و مسعود میرزا (در آینده ظل‌السلطان) ازدواج کردند. محمدعلی‌شاه برای همین نوهٔ مشترک ناصرالدین‌شاه، امیرکبیر و عزت‌الدوله بوده‌است.

## پس از برکناری امیرکبیر
پس از برکناری امیرکبیر از صدارت و تبعید او به کاشان، عزت‌الدوله برخلاف اصرار برادر و مادرش، به همراه امیرکبیر به کاشان رفت و در باغ فین کاشان سکنی گزید. زمانی که آن‌ها در کاشان بودند، عزت‌الدوله که می‌ترسید بدخواهان امیرکبیر کلکی بزنند، لحظه‌ای از شوهرش جدا نشد. در واقع مقام او به عنوان دختر شاه پیشین و تنها خواهر تنی شاه آن زمان، مانع آن شد که دشمنان به امیرکبیر آسیبی برسانند. رفتار عزت‌الدوله نسبت به شوهرش بزرگوارانه بود. آنچنان که در منابع گوناگون آورده‌اند، برای اجرای نقشهٔ قتل امیرکبیر، عزت‌الدوله را از او دور کردند و او را به حمام فین که در محل اقامت آن‌ها واقع شده بود کشاندند و نقشهٔ خود را اجرا کردند. مشهور است که برای جدایی آن‌ها، شایعه شد که پیک شاهی به زودی خبر بازگشت امیر به مقام صدارت را خواهد آورد. عزت‌الدوله از امیرکبیر خواست که پیش از آمدن پیک شاهی و ملاحظهٔ دست‌خط شاه از او جدا نشود. با این حال امیرکبیر توجهی نکرد. آنچه پس از این اتفاق افتاد توسط اعلم‌الدوله، طبیب عزت‌الدوله چنین نقل شده‌است:
«چون حاج علی‌خان با همراهانش به باغ فین رسیدند، علی‌اکبر بیک چاپار دولتی را دیدند که منتظر بیرون آمدن امیر از حمام بود که جواب نامهٔ مهدعلیا را به عزت‌الدوله بگیرد. فراش‌باشی دست علی‌اکبر بیک را گرفت، با خود به حمام برد که زن امیر را از آمدن او مطلع نسازد. فراش‌باشی با مأموران خود وارد حمام گشتند، دیدند خواجه حرم‌سرا مشغول جمع‌آوری لباس‌های امیر است. اعتمادالسلطنه (حاج علی‌خان) یکی از آن کسان را بر سر او گماشت که از آنجا بیرون نرود. سپس پشت در دیگر حمام را سنگچین کردند که کسی از آن راه داخل نگردد. وارد صحن شدند. فراش‌باشی فرمان شاه را ارائه کرد. امیر خواسته بود عزت‌الدوله را ملاقات کند، یا پیغامی برای او بفرستد، و وصیت بکند. اعتمادالسلطنه اجازه نداده بود. پس امیر دلاک را دستور داد رگ‌های هر دو بازویش را بزند…»

## نظر دیگران در مورد عزت‌الدوله
- جاستین شیل، وزیر مختار بریتانیا در ایران (که خود از مجریان نقشهٔ برکناری امیرکبیر بود) ضمن شرحی ستایش‌آمیز، راجع به عزت‌الدوله می‌نویسد: «برای این که مبادا شوهرش را مسموم کنند، هر چه غذا می‌آوردند نخست خودش می‌خورد. ثبات اراده و خوی استواری که در همهٔ مدت نشان داد، شاید در هیچ زن ایرانی‌ای دیده نشده باشد، چه رسد به این که افراد فاسد خاندان قاجار که به آن تعلق دارد کسی شنیده باشد…»
- واتسون، مورخ انگلیسی می‌نویسد: «تا حدی که تاریخ ثبت کرده، هیچ شاهدخت پروردهٔ دربار مسیحی که به درخشنده‌ترین فضایل اخلاقی و زناشویی خو گرفته باشد نیست که بیشتر از عزت‌الدوله عشق و فداکاری نسبت به شوهر نگون‌بختش نشان داده باشد.»
- همسر جاستین شیل، می‌نویسد: «شاهدخت بیوه امیر را با همان زنی که از اندرون برای در دام افکندن شوهرش فرستاده بودند، به تهران بازگرداندند… بی‌درنگ به حضور عزت‌الدوله رفتم که مراتب احترام خود را نسبت به کردار ستوده و کم‌نظیرش ابراز نمایم… او لباس سادۀ ماتم بر تن داشت.»

## پس از قتل امیرکبیر
کنت دوگبینو نقل کرده‌است که عزت‌الدوله که با خاطری سرگشته از کاشان بازگشت در نخستین دیدارش با ناصرالدین‌شاه «هرچه فحش بود به او داد».
جسد امیرکبیر، پس از قتل در قبرستان «پشت مشهد» کاشان دفن شد. چند ماه بعد، عزت‌الدوله جنازه را به کربلا فرستاد و در همان‌جا دفن گردانید.
پس از برکناری امیرکبیر و قتل فجیع وی، عزت‌الدوله که هنوز در مرگ شوهر سیاه‌پوش بود، به فرمان مادرش با میرزا کاظم نظام‌الملک و سپس با انوشیروان خان عین‌الملک و پس از آن با یحیی مشیرالدوله ازدواج نمود.

### میرزا کاظم نظام‌الملک
پس از آن که میرزا آقاخان به صدارت رسید و امیرکبیر کشته شد، ملک‌جهان خانم و میرزا آقاخان تصمیم گرفتند که عزت‌الدوله با میرزا کاظم نظام‌الملک ازدواج کند. عزت‌الدوله در دورانی که همسر امیرکبیر بود، علاقه و عشق زیادی به او پیدا کرده بود و به سختی تن به ازدواج دوباره داد. آن‌ها صاحب دختری به نام زینت‌الملوک شدند که در خردسالی درگذشت. پس از برکناری میرزا آقاخان، شوهر دوم و پدرشوهر آن زمانش تبعید شدند و عزت‌الدوله را نیز به اجبار از او جدا کردند، احتمالاً بدون طلاق شرعی… از این رو گفته می‌شد که طلاق عزت‌الدوله شرعی نیست و همسران بعدی عزت‌الدوله بر او حرام شرعی بوده‌اند.

### انوشیروان خان عین‌الملک
سپس عزت‌الدوله با انوشیروان خان عین‌الملک ازدواج کرد. پس از برکناری میرزا آقاخان، عزت‌الدوله به دستور مادرش از شوهر پیشینش جدا شد و با انوشیروان خان ازدواج کرد، در حالی که خود به این ازدواج مایل نبود. او و انوشیروان خان صاحب سه پسر شدند.

### یحیی مشیرالدوله
یحیی مشیرالدوله در ۱۲۸۵ هجری قمری با عزت‌الدوله ازدواج کرد.

## درگذشت
عزت‌الدوله در سال ۱۲۸۴ خورشیدی درگذشت. وی بنا به وصیت خود و به جهت ارادتی که نسبت به امامزاده احمد داشت، پس از درگذشت در کنار مقبرهٔ آن امامزاده در محلهٔ حسن‌آباد اصفهان مدفون گشت.

## فرزندان
| ردیف | نام                    | تولد/وفات         | نام پدر            | یادداشت‌ها |
| ---- | ---------------------- | ----------------- | ------------------ | --- |
| ۱    | تاج‌الملوک              | ۱۲۶۵–۱۳۲۳ قمری    | امیرکبیر           | ابتدا با مظفرالدین‌شاه قاجار ازدواج کرد. سپس به عقد میرزا ابراهیم معتمدالسلطنه درآمد و پس از او همسر میرزا علی خان نصیرالسلطنه شد. فقط از مظفرالدین‌شاه صاحب فرزند شد. پسرش محمدعلی‌شاه و دخترش عزت‌السلطنه (همسر عبدالحسین میرزا فرمانفرما و مادر فیروز فیروز) بودند. |
| ۲    | همدم الملوک            | ۱۲۶۵–۱۲۹۶ قمری    | امیرکبیر           | با ظل‌السلطان پسر ناصرالدین‌شاه ازدواج کرد. یک پسر و سه دختر داشت: جلال‌الدوله، کوکب‌السلطنه (با جعفرقلی‌خان جلال‌الملک ازدواج کرد، مادر ناصر اعتمادی)، شوکت‌السلطنه (با قهرمان میرزا سردار اعظم پسر بانو عظمی ازدواج کرد)، عزیزالسلطنه (همسر خان بابا خان پسر دیگر بانو عظمی) |
| ۳    | زینت‌الملوک             |                   | کاظم نظام‌الملک     | در کودکی درگذشت |
| ۴    | محمداسماعیل‌خان سپهبد   | حدود ۱۲۷۵ قمری -؟ | انوشیروان عین‌الملک | دو پسر داشت: انوشیروان سپهبدی که مدتی در دوران پهلوی وزیرامور خارجه ایران بود و عابدین‌خان سپهبدی (پدر پرویز سپهبدی سفیر ایران در یونان و منوچهر سپهبدی، سفیر ایران در بحرین) |
| ۵    | عیسی‌خان اعتمادالدوله   |                   | انوشیروان عین‌الملک | با دختر رکن‌الدوله برادر ناصرالدین شاه ازدواج کرد. سه پسر داشت، به نام‌های علی سپهبدی (پدر محمدتقی سپهبدی که با محترم‌السلطنه رازقی همسر سابق محمدحسن میرزای ولیعهد ازدواج کرد و صاحب دختری به نام فخری شد. فخری با سید محمدولی قرنی از فرماندهان ارتش ایران ازدواج کرد)، سلیمان سپهبدی (شاگرد کمال‌الملک و اولین رئیس موزه ایران باستان) و اسدالله سپهبدی (پدر عیسی سپهبدی استاد فلسفه و حقوق در دانشگاه تهران) |
| ۶    | موسی‌خان معتمدالملک     |                   | انوشیروان عین‌الملک | |
| ۷    | محمدحسین‌خان معتمدالملک |                   | یحیی مشیرالدوله    | |
| ۸    | افسرالسلطنه            |                   | یحیی مشیرالدوله    | همسر سلیمان‌خان ادیب‌السلطنه نوه محمدحسن خان سردار ایروانی. صاحب چند پسر و دختر از جمله افسرالملوک سرداری (مادر امیرعباس هویدا) و عبدالحسین سرداری بود |

## مجموعه‌های تلویزیونی
غزل شاکری در مجموعهٔ جیران نقش عزت‌الدوله (ملک‌زاده) را بازی کرده است.